# Isotima annulata
Isotima annulata là một loài tò vò trong họ Ichneumonidae.